# L'Île du maître
Pour plus de détails, voir Fiche technique et Distribution.
L'Île du maître (Man Friday) est un film britannico-américain réalisé par Jack Gold, sorti en 1975.

## Synopsis
Robinson Crusoé s'échoue sur une île déserte après un naufrage, il fait la rencontre de Vendredi, qu'il tente de convertir à la civilisation occidentale. Mais la confrontation entre les deux hommes est des plus difficiles, Robinson est violent à l'égard de Vendredi et le traite en esclave. Au fil des années, les relations entre les deux hommes se détériorent . Vendredi pousse son maître à construire un radeau et se rebelle contre son statut d'esclave. Robinson l'isole mais, dans l'incapacité de vivre seul, il lui propose un marché : il lui paiera désormais son travail...

## Fiche technique
- Titre original : Man Friday
- Titre français : L'Île du maître
- Réalisation : Jack Gold
- Scénario : Adrian Mitchell d'après le roman de Daniel Defoe
- Photographie : Álex Phillips Jr.
- Musique : Carl Davis
- Pays d'origine :  Royaume-Uni -  États-Unis
- Format : Couleurs - 1,85:1 - Mono
- Genre : aventure
- Durée : 115 minutes
- Date de sortie : 1975

## Distribution
- Peter O'Toole (VF : Jean-Pierre Moulin) : Robinson Crusoé
- Richard Roundtree : Vendredi
- Peter Cellier : Carey
- Joel Fluellen : Le médecin